# Quercus eduardi
Quercus eduardi är en bokväxtart som beskrevs av William Trelease. Quercus eduardi ingår i släktet ekar, och familjen bokväxter. Inga underarter finns listade.